# Aleksei Budõlin

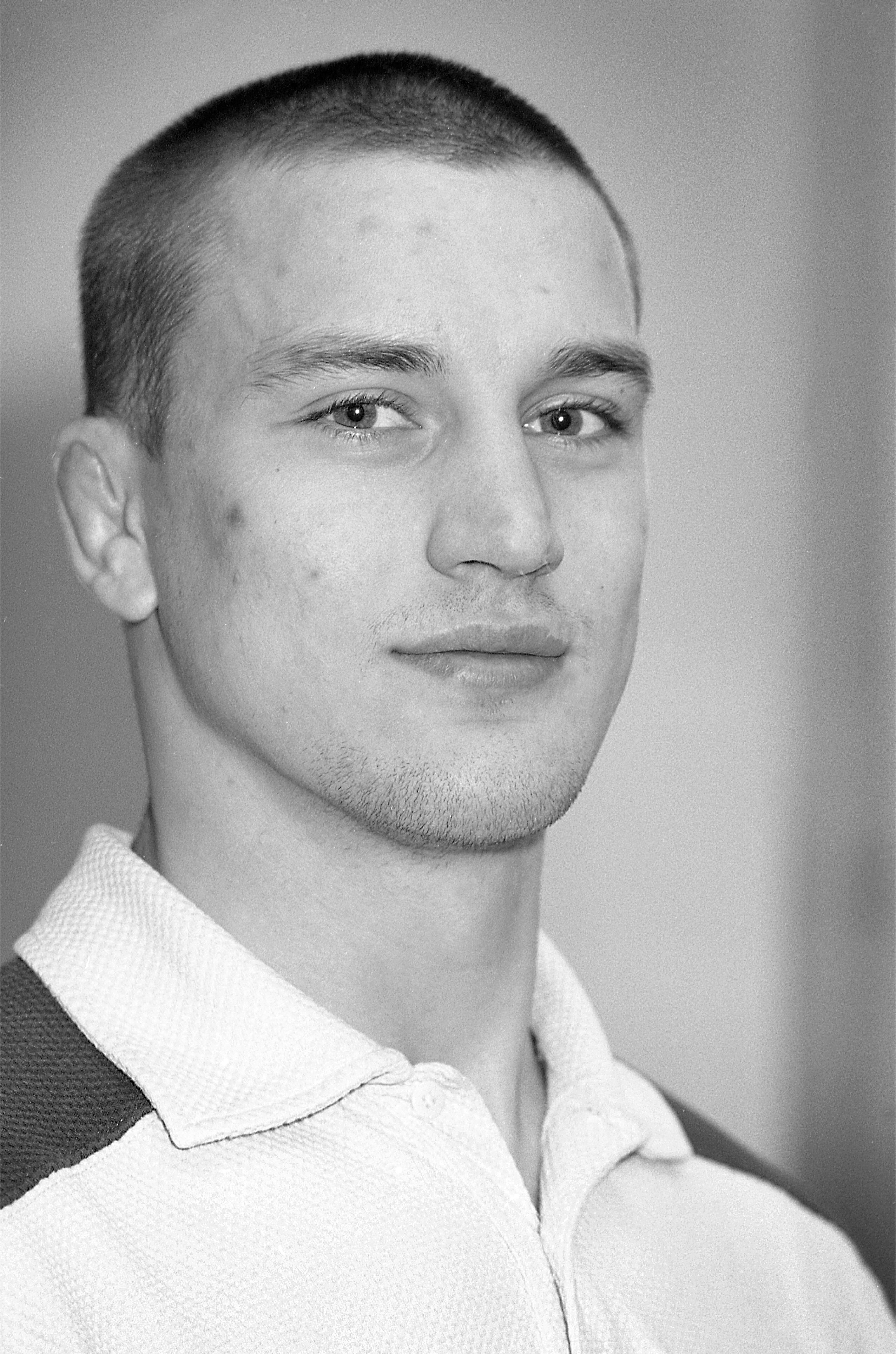
Aleksei Budõlin (1999)

Aleksei Budõlin (* 5. April 1976 in Tallinn, Estnische SSR, Sowjetunion) ist ein ehemaliger estnischer Judoka. Er war Europameister und Medaillengewinner bei Weltmeisterschaften und Olympischen Spielen. Sein Bruder Dmitri ist ebenfalls Judoka.

## Biografie
Budõlin konnte schon im Juniorenalter Erfolge feiern. So wurde er 1995 und 1996 Junioren-Europameister in der Klasse bis 78 kg. 1998 gewann er in Prag seinen ersten Weltcup-Wettkampf. Ein Jahr später gewann er bei den Europameisterschaften die Silbermedaille in der Klasse bis 73 kg. 2000 erkämpfte er bei den Europameisterschaften die Bronzemedaille in der Klasse bis 81 kg. Bei den Olympischen Sommerspielen konnte er ebenfalls die Bronzemedaille in dieser Gewichtsklasse gewinnen. 2001 wurde er  Europameister und gewann bei den Weltmeisterschaften in München die Silbermedaille in der Gewichtsklasse bis 81 kg. 2003 konnte er seine letzten internationalen Medaillen erkämpfen. Er gewann sowohl bei der Europameisterschaft als auch bei der Weltmeisterschaft die Bronzemedaille.
Budõlin konnte in seiner Laufbahn sechs Weltcup-Wettkämpfe gewinnen. Seinen letzten Weltcupsieg konnte er 2005 in Budapest feiern. Von 2001 bis 2008 startete Budõlin den TSV Abensberg in der Bundesliga. 2009 beendete er seine aktive Laufbahn und ist seitdem als Trainer tätig. Er bestritt seinen letzten internationalen Wettkampf bei den Nordischen Meisterschaften im Mai 2009, wo er die Klasse bis 90 kg gewann.
Zusammen mit seinem Bruder Dimitri betrieb er in Tallinn den Judoverein Budolinn Judokool. Als Trainer betreute er die Junioren-Nationalmannschaft und später auch die Nationalmannschaft Estlands. 2018 zog er mit seiner Familie nach Brugg in der Schweiz, wo er im Nationalen Leistungszentrum die Schweizer Nationalmannschaft und das U23-Team betreut. Es ist vorgesehen, dass sein Vertrag bis zu den Olympischen Sommerspielen 2024 läuft.